# Culicoides muscicola
Culicoides muscicola är en tvåvingeart som beskrevs av Jean-Jacques Kieffer 1925. Culicoides muscicola ingår i släktet Culicoides och familjen svidknott.
Artens utbredningsområde är Frankrike. Inga underarter finns listade i Catalogue of Life.